# 사나리
사나리(영어: S.N.R.I., Strategic Naval Research Institute, 일본어: サナリィ) 또는 정식 명칭인 해군전략연구소(일본어: 海軍戦略研究所)는 극장판 애니메이션 《기동전사 건담 F91》 및 관련 작품에 등장하는 가공의 단체이다.
우주세기 0100년 이후의 모빌 슈트(MS) 최첨단 기술 개발을 주도하고 그 기술력은 애너하임 일렉트로닉스를 능가한다.

## 같이 보기
- 기동전사 건담 F91
- 애너하임 일렉트로닉스